# Adolf Spilker
Adolf Spilker (* 4. Juli 1863 in Vilsen; † 26. Januar 1954 in Bonn) war ein deutscher Chemiker und Techniker.

## Leben und Werk
Spilker studierte Chemie an der Berliner Universität. Nach seiner Promotion trat er 1889 bei der Vorgängergesellschaft der AG für Teer- und Erdölindustrie in Erkner ein, wo er zum Leiter des Labors und um die Jahrhundertwende zum Werksdirektor aufstieg. Von 1905 bis 1936 war er Generaldirektor der Gesellschaft für Teerverwertung in Duisburg-Meiderich, der weltgrößten Steinkohlenteerdestillation. Unter seiner Leitung waren zahlreiche bedeutende Chemiker zeitweise in Meiderich beschäftigt, darunter Eduard Moehrle, Rudolf Weißgerber und Carl Zerbe. Zudem gründete Spilker 1918 gemeinsam mit dem Straßenbauer Kurt Lüer die Gesellschaft für Teerstraßenbau mbH Hannover.
Im Ruhestand zog sich Spilker nach Burg Medinghoven in Duisdorf bei Bonn zurück.

## Auszeichnungen
- 1917: Preußisches Verdienstkreuz für Kriegshilfe
- 1917: Friedrich-August-Kreuz II. Klasse
- 1921: Ehrenbürger der TH Karlsruhe
- 1926: Dr.-Ing. E. h. der TH Karlsruhe
- 1933: Liebig-Denkmünze des Vereins Deutscher Chemiker
- 1933: Ehrenvorsitz des Vereins Deutscher Chemiker
- 1936: Ehrenmitglied der Deutschen Gesellschaft für Mineralölforschung
- 1937: Carl-Engler-Medaille der Deutschen Gesellschaft für Mineralölforschung für seine Verdienste in der Teerverarbeitung